# Roland Bonimeier
Roland Bonimeier (* 22. Mai 1982 in Burghausen) ist ein ehemaliger deutscher Fußballspieler.

## Karriere
Bonimeier stammt aus der Jugend des SV Haiming, wo er von 1986 bis 1994 spielte. Dann wechselte er mit 12 Jahren zum SV Wacker Burghausen und durchlief dort die Jugendmannschaften. Ab 2000 stand er im Kader der ersten und zweiten Mannschaft der Oberbayern. Bereits in der Saison 2001/02 war er Stammspieler in der ersten Mannschaft und trug mit fünf Toren zum Aufstieg von der Regionalliga Süd in die 2. Bundesliga bei. Durch seine Leistung war er auch beim DFB aufgefallen und durfte im November 2002 einmal für die U-20 bei einem Länderspieleinsatz auflaufen.
In den kommenden beiden Jahren war er auf der Position im zentralen, defensiven Mittelfeld gesetzt. In der Saison 2004/05 kam er dann allerdings nur noch zu 16 Einsätzen und als er in der Saison darauf in den Planungen des Trainers keine Rolle mehr spielte, wechselte er noch in der Vorrunde zum ambitionierten Regionalligisten TSG 1899 Hoffenheim, wo er wieder fest eingesetzt wurde.
Nachdem der defensive Mittelfeldspieler in seiner zweiten Saison bei den Aufstiegsplänen unter einem neuen Trainer erneut nicht eingeplant worden war und nur in der zweiten Mannschaft zum Einsatz gekommen war, kehrte er kurz nach Saisonbeginn nach Burghausen zurück. Zuerst spielte er dort nur die Verstärkung der kriselnden Oberliga-Mannschaft, ab Februar 2008 stand er allerdings wieder im Zweitligateam. Er beendete 2012 seine aktive Karriere.
Er ist der ältere Bruder des Fußballspielers Harald Bonimeier.